# Baugé-en-Anjou
Baugé-en-Anjou község Franciaország Loire mente régiójában, Maine-et-Loire megyében. 2013. január 1-jén jött létre Baugé, Montpollin, Pontigné, Saint-Martin-d’Arcé és Le Vieil-Baugé összevonásával. Az új község neve Baugé-en-Anjou lett, a központja Baugéba került. Lakosainak száma 11 747 fő (2022. január 1.).
Baugé-en-Anjou Bazouges Cré sur Loir, La Flèche, Thorée-les-Pins, Savigné-sous-le-Lude, Noyant-Villages, Mouliherne, La Lande-Chasles, Longué-Jumelles, Les Bois d’Anjou, Sermaise, Jarzé Villages, Durtal, Montigné-lès-Rairies és Les Rairies községekkel határos.
2016. január 1-jén az új községbe integrálódott további kilenc korábbi, szomszédos vagy közeli község: Bocé, Chartrené, Cheviré-le-Rouge, Clefs-Val d’Anjou, Cuon, Échemiré, Fougeré, Le Guédeniau és Saint-Quentin-lès-Beaurepaire.

## Népesség
A település népességének változása:
| Lakosok száma | 11 892 | 11 802 | 11 829 | 11 735 | 11 757 | 11 747 |
|               | 2017   | 2018   | 2019   | 2020   | 2021   | 2022   |